# FC Wil/Saison 1952/53
Dieser Artikel hat den FC Wil in der Saison 1952/53 zum Thema. Die Saison war die erste Saison in der zweithöchsten Liga nach 30 Jahren Abwesenheit.

## Ausgangslage
Der FC Wil war am Ende der Saison 1951/52 in die Nationalliga B aufgestiegen und Meister der 1. Liga geworden. Zum Ende der Saison hatte der stärkste Stürmer der Wiler Mannschaft, Hans Hagen, den Verein verlassen und war zu den Grasshoppers nach Zürich in die höchste Schweizer Liga gewechselt. Neu zu den Wilern wechselte von den Young Fellows Zürich unter anderem der neue Spielertrainer Karl Kissling. Im Gegenzug war bereits im Juni der Trainer der Wiler József «Csiby» Winkler zu den Young Fellows gewechselt. Noch vor dem Beginn der Saison hatte sich Étoile-Sporting La Chaux-de-Fonds aus der Nationalliga B zurückgezogen.

## Saisonverlauf

### Hinrunde
Als Vorbereitung für die neue Saison absolvierte der FC Wil ein Freundschaftsspiel gegen den Ligakonkurrenten und Kantonsrivalen FC St. Gallen. Dieses konnten die Wiler mit 4:2 für sich entscheiden. Es folgte eine weitere Partie gegen den unterklassigen FC Nordstern Basel. Die Wiler gewannen auch dieses Freundschaftsspiel mit 6:3. In der ersten Partie der Meisterschaft gewannen die Wiler gegen Malley in Lausanne 2:4. Die Wiler waren bereits nach 10 Minuten durch ein Tor von Baltensperger in Führung gegangen, nachdem die Lausanner bereits drei gute Angriffe lancieren konnten. Ein Kommentator beschrieb die Wiler Mannschaft als einen «sehr homogenen Block» («un bloc très homogène»), der gut in der neuen Liga angekommen sei. In der zweiten Runde spielte Wil 3:3 unentschieden gegen Biel, nachdem sie 0:2 zurücklagen und zur Pause 3:2 führten. In der dritten Runde spielten die Wiler in Luzern und gewannen nach einem 1:0-Pausenrückstand und einem luzernischen Eigentor zum 1:1, schliesslich mit etwas Glück mit 1:2 gegen die favorisierten Luzerner. Zu diesem Zeitpunkt bildete sich ein Spitzentrio aus Wil, Schaffhausen und Biel heraus. Erst am 5. Oktober spielten die Wiler ihre vierte Runde gegen den FC Winterthur, was die Neue Zürcher Zeitung als «kleines Ostschweizer Derby» bezeichnete. Die Eulachstädter entschieden diese Partie knapp mit 1:0 für sich, nachdem es zur Pause noch 0:0 stand. Das einzige Tor der Partie schoss Scheller. In der nächsten Runde spielten die Wiler gegen den SC Zug. Bereits nach 12. Minuten führten die Wiler 0:1. In der zweiten Hälfte wurden beide Torhüter der Zuger verletzt, sodass ein Feldspieler ins Tor musste. Die Wiler fühlten sich durch die negativen Medienberichte verletzt, da ihnen unterstellt worden sei, dass sie beide Torhüter verletzt hätten. In einer Gegendarstellung hielt der Verein fest, dass sich der erste Torhüter durch einen Mitspieler verletzt habe und der zweite Torhüter gab an, dass er sich bewusst in den Ball geworfen habe und es kein Verschulden von Seiten des Spielertrainers Kissling gebe, der mit ihm zusammengestossen war. Ein Protest gegen die Entscheidung des Schiedsrichters, keinen zweiten Ersatztorhüter zuzulassen, wurde vom Komitee der Nationalliga mit der Begründung formell abgewiesen, dass der Protest vom Zuger Captain unverzüglich nach dem Entscheid hätte eingereicht werden müssen. Eine Woche später spielten die Wiler zuhause gegen die Young Fellows aus Zürich unentschieden 2:2. Sie traten damit etwas von der Spitzengruppe der NLB aus und platzierten sich auf Platz 5, allerdings mit einem Spiel weniger. Das nächste Meisterschaftsspiel nach der Unterbrechung durch den Cup gewannen die Wiler 2:3 in Genf gegen Urania. Die Wiler erspielten sich nur ein Unentschieden gegen den FC Aarau, gegen den die Äbtestädter eigentlich favorisiert gewesen wären. Die Wiler platzierten sich mit elf Punkten auf Platz drei mit grösserem Abstand zu den zwei Tabellenführern Malley (15 Punkte) und Luzern (14 Punkte). Nach der zweiten Cupunterbrechung in der Liga traten die Wiler beim FC Cantonal in Neuenburg an. Die Partie konnten die Wiler klar mit 1:4 für sich entscheiden. Auch im ersten Dezemberspiel konnten die Wiler knapp gegen den FC Schaffhausen zuhause 1:0 gewinnen. Am 14. Dezember kam es zum Kantonalderby mit dem FC St. Gallen, welches die Espen mit 1:0 für sich entscheiden konnten. Mit der Niederlage rutschten die Wiler vom dritten auf den vierten Platz. Der am 21. Dezember geplante Match zuhause gegen den FC Solothurn wurde verschoben. Die Partie wurde am 11. Januar 1953 nachgeholt. Die Partie endete auf einem schneebedeckten Feld mit einem 0:0. Mit einem Sieg hätten die Wiler auf den zweiten Platz und damit einen Aufstiegsplatz vorziehen können. Der FC Wil landete zum Abschluss der Hinrunde mit 16 Punkten aus 12 Partien auf Platz vier hinter Luzern (18 Punkte), Malley und Biel (beide 16 Punkte) und vor Winterthur (14 Punkte).

### Rückrunde
Als Auftakt für die Vorbereitung spielten die Wiler ein Freundschaftsspiel gegen den überlegenen und überklassigen FC Zürich, das die Ostschweizer klar 3:1 verloren. Das Spiel wäre eigentlich in Wil geplant gewesen konnte aber wegen Schnee nicht dort ausgetragen werden. Das zweite Freundschaftsspiel absolvierten die Wiler zuhause gegen den Karlsruher FV aus der zweithöchsten Liga (2. Liga Süd). Das Spiel verloren die Wiler überaus deutlich mit 2:7. Das erste Spiel in der Liga war bereits ein Spitzenspiel: Die Wiler empfingen Malley, die mit einem Sieg punktgleich mit Luzern an der Spitze gestanden wären. Nachdem die Wiler zur Pause 2:0 führten, glichen die Waadtländer in der zweiten Halbzeit noch zu einem 2:2-Unentschieden aus, das der Kommentator der Tribune de Lausanne als «équitable», also «gerecht» bezeichnete.
Am zweiten Spieltag der Rückrunde trafen die Wiler auf den FC Biel, die im Vorfeld des Spiels voll des Lobes für die Mannschaft waren:

«Der am Sonntag in Biel weilende Gegner des FC Biel stieg bekanntlich erst auf diese Saison hin aus der 1. Liga in die Nationalliga auf, und zwar mit prächtigem Elan. Im selben Stil haben die Wiler inzwischen weitergekämpft, so dass sie sich auch in der höheren Spielklasse bereits weit vorne befinden und erneut ernsthafter Aufstiegskandidat sind, - um von der B- in die A-Klasse hinüberzuwechseln. Der Abgang ihres vorherigen Goalgetters Hagen zu Grasshoppers scheint sich keinesfalls nachteilig ausgewirkt zu haben. In Trössmann (ex-Bellinzona) haben die Ostschweizer einen vollwertigen Ersatz gefunden. Ansonsten besteht die Mannschaft für uns Bieler eigentlich aus lauter unbekannten Spielern [...].»

Die Bieler gewannen die Partie mit 2:1, nachdem es zur Pause noch 1:1 gestanden hatte. Die Wiler konnten gemäss dem Kommentator im Bieler Tagblatt ihre Schnelligkeit nur in der ersten halben Stunde ausspielen, in der sie auch 0:1 in Führung gingen. Im Kurzkommentar zur Meisterschaftsrunde an diesem Sonntag merkte das Bieler Tagblatt allerdings an «Biel gewann gegen Wil sicherer als es das Resultat besagt.» Die Bieler hatten unter anderem einen Elfmeter verschossen. Anschliessend wurde die Meisterschaft wegen des Cup-Halbfinals unterbrochen. Die Wiler spielten ein Freundschaftsspiel gegen Ligakonkurrent Young Fellows Zürich, das die Wiler mit 3:2 gewinnen konnten. Eine Woche später empfingen die Wiler den Tabellenführer Luzern. Das Spiel ging knapp mit 0:1 verloren. Es handelte sich dabei um die erste Heimniederlage der Saison. Ende März spielten die Wiler donnerstags ein Freundschaftsspiel gegen die Grasshoppers, das die Wiler auch aufgrund eines Tores ihres ehemaligen Spielers Hans Hagen mit 3:2 verloren. Am 12. April trafen die Wiler zum zweiten Kräftemessen mit dem FC Winterthur zusammen. Das Spiel ging 0:0 aus. Am 19. April spielten die Wiler gegen den SC Zug, sie verhinderten mit einem Treffer kurz vor Schluss eine Niederlage und sicherten sich mit einem 1:1 einen Punkt. Eine Woche später spielten die Wiler ihre 18. Partie der laufenden Saison. Gegen die Young Fellows verloren sie im Letzigrund mit 1:0 und platzierten sich mit 19 Punkten auf dem sechsten Platz. Die erste Partie des Mais endete mit einem Debakel für die Wiler. Die Mannschaft von Urania aus Genf fertigte die Wiler gleich mit 1:4 ab. Ein Kommentator der Tribune de Lausanne vermutete, dass der sankt-gallische Boden den Urania-Spielern liege, da sie bereits im Februar beim FC St. Gallen vier Tore erzielt hätten. Auch die nächste Partie verloren die schwächer werdenden Wiler deutlich mit 3:0 auswärts gegen Aarau. Auch das nächste Spiel zuhause gegen den FC Cantonal verloren die Wiler mit 1:2. In Schaffhausen verloren die Wiler 2:1. Im zweitletzten Spiel trafen die Wiler auf den FC St. Gallen. Für beide Mannschaften ging es um nichts mehr. Die Wiler konnten das Derby vor eigenem Anhang mit 4:0 klar für sich entscheiden. Die letzte Partie absolvierten die Wiler in Solothurn. Die Partie ging 4:0 verloren, das Schlussresultat stand bereits in der Pause fest. Die Wiler schlossen die Saison auf Platz 8 mit 21 Punkten aus 24 Spielen ab.

### Cup
In der dritten Hauptrunde (nach zwei Freilosen) konnten sich die Wiler mit einem knappen 3:2 gegen den FC Arbon (1. Liga) durchsetzen. In der vierten Runde spielten die Wiler gegen den Ligakonkurrenten FC Luzern. Die Luzerner revanchierten sich für die Niederlage am Beginn der Saison in der Meisterschaft und gewannen klar mit 0:2.

## Resultate

### Freundschaftsspiele (Hinrunde)
| 17. August 1952 | FC Wil | 4:2 | FC St. Gallen | Lindengut, Wil |
| 17. August 1952 |        |     |               | Lindengut, Wil |

| 24. August 1952 | FC Wil | 4:2 | FC Nordstern Basel | Lindengut, Wil |
| 24. August 1952 |        |     |                    | Lindengut, Wil |

### Hinrunde
| 31. August 1952 | FC Malley | 2:4 | FC Wil | Stade du Bois-Gentil, Lausanne |
| 31. August 1952 |           |     |        | Stade du Bois-Gentil, Lausanne |

| 7. September 1952 | FC Wil | 3:3 | FC Biel | Lindengut, Wil Zuschauer: etwa 1000 |
| 7. September 1952 |        |     |         | Lindengut, Wil Zuschauer: etwa 1000 |

| 14. September 1952 | FC Luzern | 1:2 | FC Wil | Stadion Allmend, Luzern |
| 14. September 1952 |           |     |        | Stadion Allmend, Luzern |

| 5. Oktober 1952 | FC Winterthur | 1:0 | FC Wil | Schützenwiese, Winterthur Zuschauer: etwa 5000 |
| 5. Oktober 1952 |               |     |        | Schützenwiese, Winterthur Zuschauer: etwa 5000 |

| 12. Oktober 1952 | SC Zug | 0:5 | FC Wil | Zug Zuschauer: 2000 |
| 12. Oktober 1952 |        |     |        | Zug Zuschauer: 2000 |

| 19. Oktober 1952 | FC Wil | 2:2 | Young Fellows Zürich | Lindengut, Wil |
| 19. Oktober 1952 |        |     |                      | Lindengut, Wil |

| 2. November 1952 | Urania Genève Sport | 2:3 | FC Wil | Stade de Frontenex, Cologny |
| 2. November 1952 |                     |     |        | Stade de Frontenex, Cologny |

| 16. November 1952 | FC Wil | 1:1 | FC Aarau | Lindengut, Wil |
| 16. November 1952 |        |     |          | Lindengut, Wil |

| 30. November 1952 | FC Cantonal Neuchâtel | 1:4 | FC Wil | Stade de la Maladière, Neuenburg |
| 30. November 1952 |                       |     |        | Stade de la Maladière, Neuenburg |

| 7. Dezember 1952 | FC Wil | 1:0 | FC Schaffhausen | Lindengut, Wil |
| 7. Dezember 1952 |        |     |                 | Lindengut, Wil |

| 14. Dezember 1952 | FC St. Gallen | 1:0 | FC Wil | Espenmoos, St. Gallen Zuschauer: 4500 |
| 14. Dezember 1952 |               |     |        | Espenmoos, St. Gallen Zuschauer: 4500 |

| 11. Januar 1953 | FC Wil | 0:0 | FC Solothurn | Lindengut, Wil Zuschauer: 1300 |
| 11. Januar 1953 |        |     |              | Lindengut, Wil Zuschauer: 1300 |

### Freundschaftsspiele (Rückrunde)
| 8. Februar 1953 | FC Zürich | 3:1 | FC Wil | Letzigrund, Zürich |
| 8. Februar 1953 |           |     |        | Letzigrund, Zürich |

| 15. Februar 1953 | FC Wil | 2:7 | Karlsruher FV | Lindengut, Wil |
| 15. Februar 1953 |        |     |               | Lindengut, Wil |

| 8. März 1953 | FC Wil | 3:2 | Young Fellows Zürich | Lindengut, Wil |
| 8. März 1953 |        |     |                      | Lindengut, Wil |

| 26. März 1953 | GC Zürich | 3:2 | FC Wil | Hardturm, Zürich Zuschauer: einige hundert |
| 26. März 1953 |           |     |        | Hardturm, Zürich Zuschauer: einige hundert |

### Rückrunde
| 22. Februar 1953 | FC Wil | 2:2 | FC Malley | Lindengut, Wil |
| 22. Februar 1953 |        |     |           | Lindengut, Wil |

| 1. März 1953 | FC Biel | 2:1 | FC Wil | Stadion Gurzelen, Biel Zuschauer: 4000 |
| 1. März 1953 |         |     |        | Stadion Gurzelen, Biel Zuschauer: 4000 |

| 15. März 1953 | FC Wil | 0:1 | FC Luzern | Lindengut, Wil |
| 15. März 1953 |        |     |           | Lindengut, Wil |

| 12. April 1953 | FC Wil | 0:0 | FC Winterthur | Lindengut, Wil |
| 12. April 1953 |        |     |               | Lindengut, Wil |

| 19. April 1953 | FC Wil | 1:1 | SC Zug | Lindengut, Wil Zuschauer: 2500 |
| 19. April 1953 |        |     |        | Lindengut, Wil Zuschauer: 2500 |

| 26. April 1953 | Young Fellows Zürich | 1:0 | FC Wil | Letzigrund, Zürich |
| 26. April 1953 |                      |     |        | Letzigrund, Zürich |

| 3. Mai 1953 | FC Wil | 1:4 | Urania Genève Sport | Lindengut, Wil |
| 3. Mai 1953 |        |     |                     | Lindengut, Wil |

| 10. Mai 1953 | FC Aarau | 3:0 | FC Wil | Stadion Brügglifeld, Suhr |
| 10. Mai 1953 |          |     |        | Stadion Brügglifeld, Suhr |

| 17. Mai 1953 | FC Wil | 1:2 | FC Cantonal Neuchâtel | Lindengut, Wil |
| 17. Mai 1953 |        |     |                       | Lindengut, Wil |

| 31. Mai 1953 | FC Schaffhausen | 2:1 | FC Wil | Stadion Breite, Schaffhausen |
| 31. Mai 1953 |                 |     |        | Stadion Breite, Schaffhausen |

| 7. Juni 1953 | FC Wil | 4:0 | FC St. Gallen | Lindengut, Wil |
| 7. Juni 1953 |        |     |               | Lindengut, Wil |

| 14. Juni 1953 | FC Solothurn | 4:0 | FC Wil | Stadion Solothurn, Solothurn |
| 14. Juni 1953 |              |     |        | Stadion Solothurn, Solothurn |

### Cup
| 26. Oktober 1952 | FC Wil | 3:2 | FC Arbon | Lindengut, Wil |
| 26. Oktober 1952 |        |     |          | Lindengut, Wil |

| 23. November 1952 | FC Wil | 0:2 | FC Luzern | Lindengut, Wil |
| 23. November 1952 |        |     |           | Lindengut, Wil |

## Tabellen

### Hinrunde
| Pl.                                                                                     | Verein                            | Sp.     | S       | U       | N       | Tore    | Diff.   | Punkte  |
| --------------------------------------------------------------------------------------- | --------------------------------- | ------- | ------- | ------- | ------- | ------- | ------- | ------- |
| 1.                                                                                      | FC Luzern                         | 12      | 9       | 0       | 3       | 032:110 | +21     | 18      |
| 2.                                                                                      | FC Malley                         | 12      | 7       | 2       | 3       | 019:160 | +3      | 16      |
| 3.                                                                                      | FC Biel-Bienne                    | 12      | 7       | 2       | 3       | 028:160 | +12     | 16      |
| 4.                                                                                      | FC Wil                            | 12      | 6       | 4       | 2       | 025:140 | +11     | 16      |
| 5.                                                                                      | FC Winterthur                     | 12      | 6       | 3       | 3       | 023:220 | +1      | 15      |
| 6.                                                                                      | FC St. Gallen                     | 12      | 6       | 2       | 4       | 019:210 | −2      | 14      |
| 7.                                                                                      | Urania Genève Sport               | 12      | 5       | 1       | 6       | 028:240 | +4      | 11      |
| 8.                                                                                      | FC Schaffhausen                   | 12      | 4       | 3       | 5       | 016:150 | +1      | 11      |
| 9.                                                                                      | Cantonal Neuchâtel                | 12      | 4       | 3       | 5       | 011:150 | −4      | 11      |
| 10.                                                                                     | FC Solothurn                      | 12      | 4       | 3       | 5       | 014:190 | −5      | 11      |
| 11.                                                                                     | Young Fellows Zürich              | 12      | 1       | 5       | 6       | 014:230 | −9      | 07      |
| 12.                                                                                     | SC Zug                            | 12      | 3       | 1       | 8       | 013:280 | −15     | 07      |
| 13.                                                                                     | FC Aarau                          | 12      | 1       | 1       | 10      | 011:420 | −31     | 03      |
| 14.                                                                                     | Étoile-Sporting La Chaux-de-Fonds | Rückzug | Rückzug | Rückzug | Rückzug | Rückzug | Rückzug | Rückzug |
| Quelle: Nouvelle Revue de Lausanne, Stand: Nach den letzten Nachholpartien der Hinrunde |                                   |         |         |         |         |         |         |         |

### Rückrunde
| Pl.                                          | Verein                            | Sp.     | S       | U       | N       | Tore    | Diff.   | Punkte  |
| -------------------------------------------- | --------------------------------- | ------- | ------- | ------- | ------- | ------- | ------- | ------- |
| 1.                                           | FC Luzern                         | 24      | 15      | 5       | 4       | 056:250 | +31     | 35      |
| 2.                                           | FC Biel-Bienne                    | 24      | 15      | 4       | 5       | 057:300 | +27     | 34      |
| 3.                                           | FC Malley                         | 24      | 12      | 7       | 5       | 059:400 | +19     | 31      |
| 4.                                           | FC Winterthur                     | 24      | 13      | 5       | 6       | 050:420 | +8      | 31      |
| 5.                                           | FC St. Gallen                     | 24      | 11      | 5       | 8       | 043:400 | +3      | 27      |
| 6.                                           | Cantonal Neuchâtel                | 24      | 10      | 5       | 9       | 035:340 | +1      | 25      |
| 7.                                           | FC Solothurn                      | 24      | 10      | 3       | 11      | 037:370 | ±0      | 23      |
| 8.                                           | FC Wil                            | 24      | 7       | 7       | 10      | 036:360 | ±0      | 21      |
| 9.                                           | Urania Genève Sport               | 24      | 8       | 3       | 13      | 046:480 | −2      | 19      |
| 10.                                          | Young Fellows Zürich              | 24      | 7       | 5       | 12      | 033:420 | −9      | 19      |
| 11.                                          | FC Schaffhausen                   | 24      | 6       | 5       | 13      | 028:430 | −15     | 17      |
| 12.                                          | FC Aarau                          | 24      | 7       | 3       | 14      | 029:620 | −33     | 17      |
| 13.                                          | SC Zug                            | 24      | 5       | 3       | 16      | 030:600 | −30     | 13      |
| 14.                                          | Étoile-Sporting La Chaux-de-Fonds | Rückzug | Rückzug | Rückzug | Rückzug | Rückzug | Rückzug | Rückzug |
| Quelle: Tribune de Lausanne, Stand: Endstand |                                   |         |         |         |         |         |         |         |

- Der FC Luzern und der FC Biel-Bienne stiegen in die NLA auf.
- Der SC Zug stieg in die 1. Liga ab. Ein zweiter Absteiger entfiel, da sich der Letztplatzierte, Étoile-Sporting La Chaux-de-Fonds, sich bereits vor der Saison zurückzog.[5]